# Maona (storia)
In storiografia il termine Maona sta ad indicare l'associazione di un gruppo di mercanti, che finanziano in comune un'impresa commerciale, o una spedizione oltremare; o anche che ricevono in concessione un territorio, o un bene (miniera, piantagioni, ecc.) da sfruttare in regime di monopolio, in cambio del finanziamento stesso al concessionario. Si tratta di un vocabolo diffuso in tutti i porti del Mediterraneo, più noto agli studiosi di storia medievale e moderna.
L'etimologia più probabile è quella suggerita da Michele Amari, che ne rintraccia la provenienza nell'arabo, da ma'ūnah ("assistenza riconfortante", "contribuzione straordinaria", o anche "società commerciale").
Queste associazioni furono caratteristiche soprattutto delle Repubbliche marinare Italiane, in particolare della Repubblica di Genova, che ad esempio istituì la lucrosa Maona di Scio, per lo sfruttamento delle risorse e dei commerci incentrati sull'omonima isola egea di Scio (odierna Chio) e nella quale ebbero un ruolo preponderante i membri della nobile famiglia Giustiniani.